# Aglaonema costatum
Aglaonema costatum är en kallaväxtart som beskrevs av Nicholas Edward Brown. Aglaonema costatum ingår i släktet Aglaonema och familjen kallaväxter och har Ribbsilverkalla som populärnamn.

## Underarter
Arten delas in i följande underarter:
- A. c. concolor
- A. c. costatum
- A. c. immaculatum
- A. c. virescens

## Bildgalleri

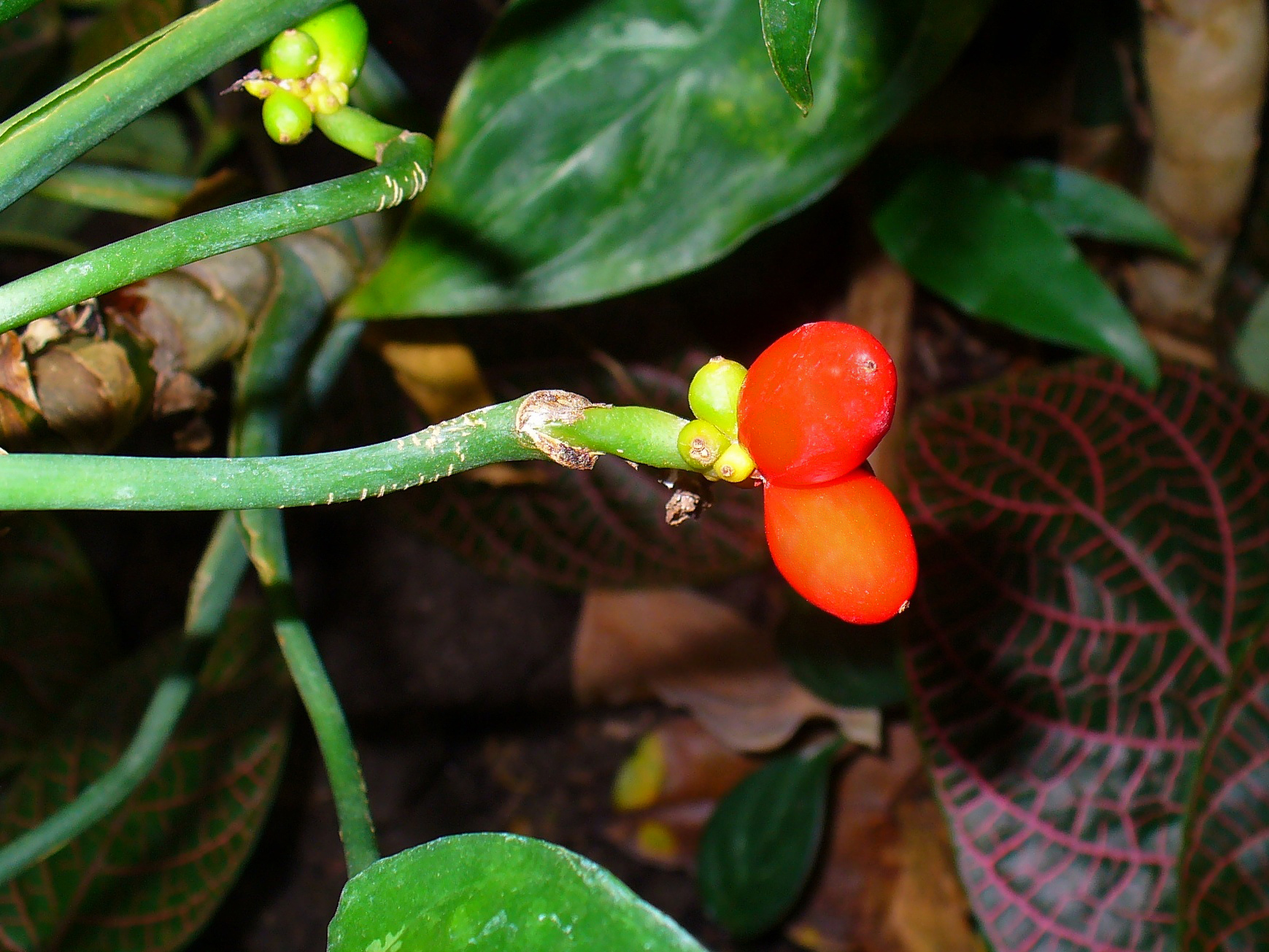
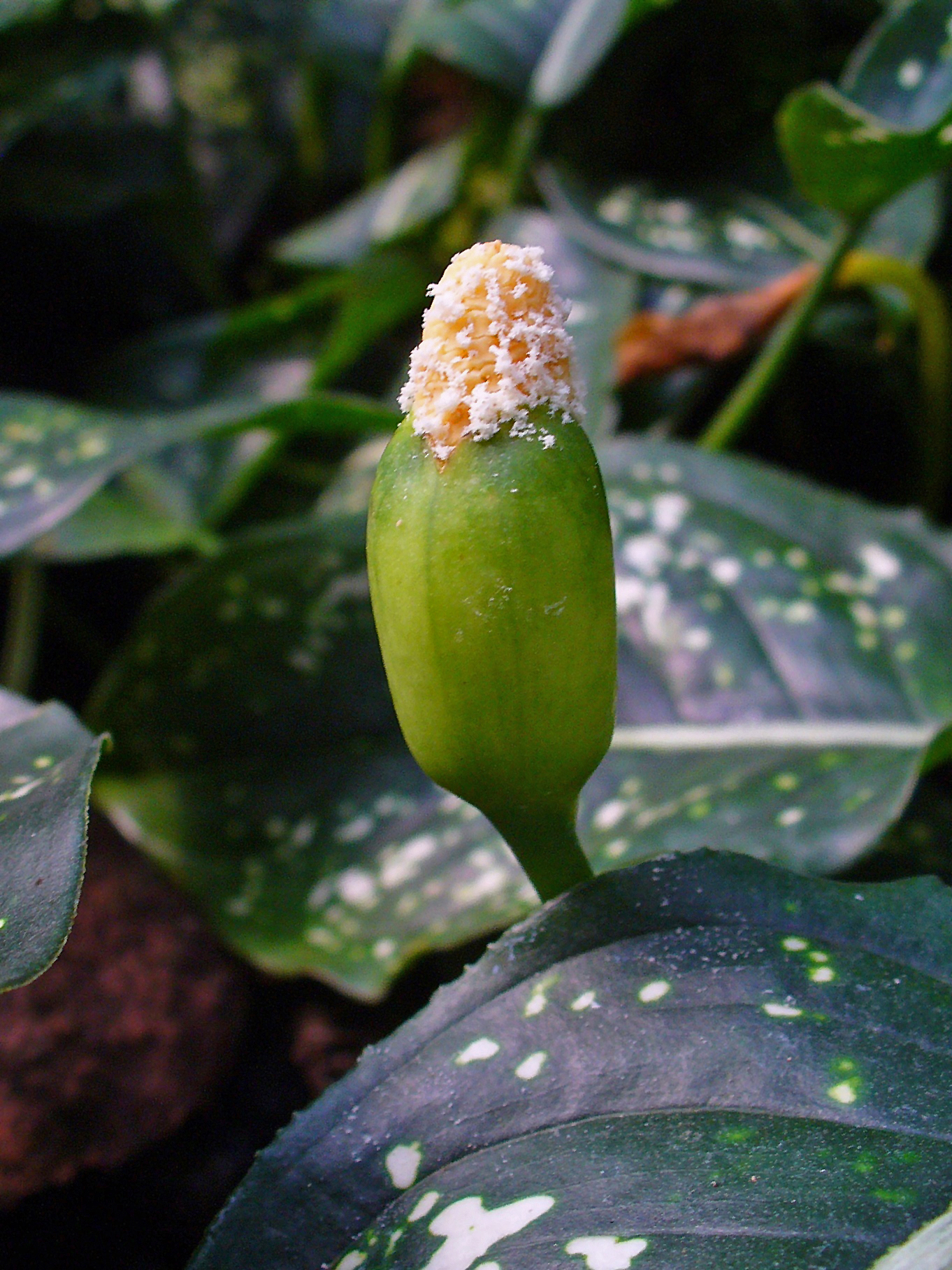
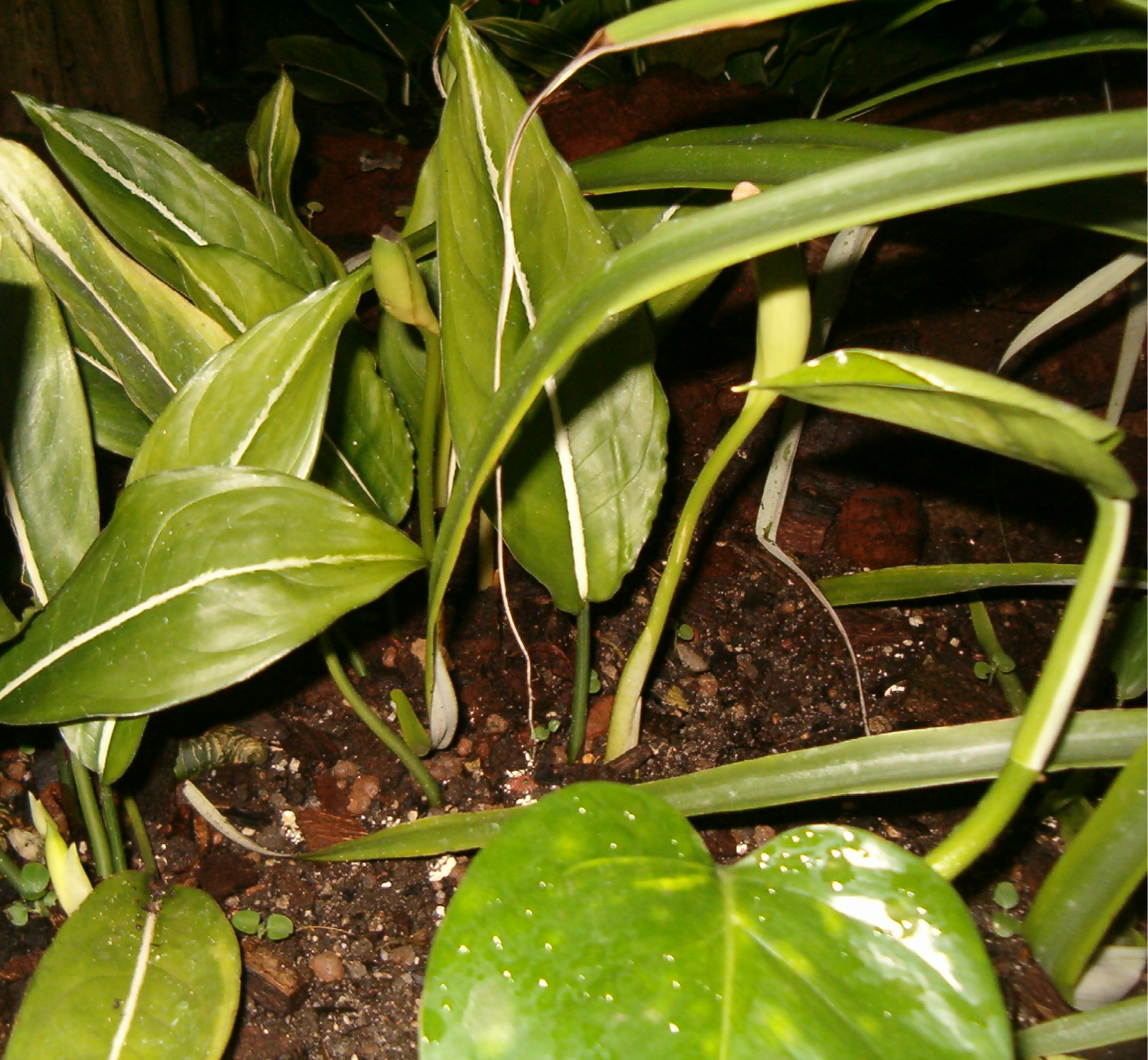
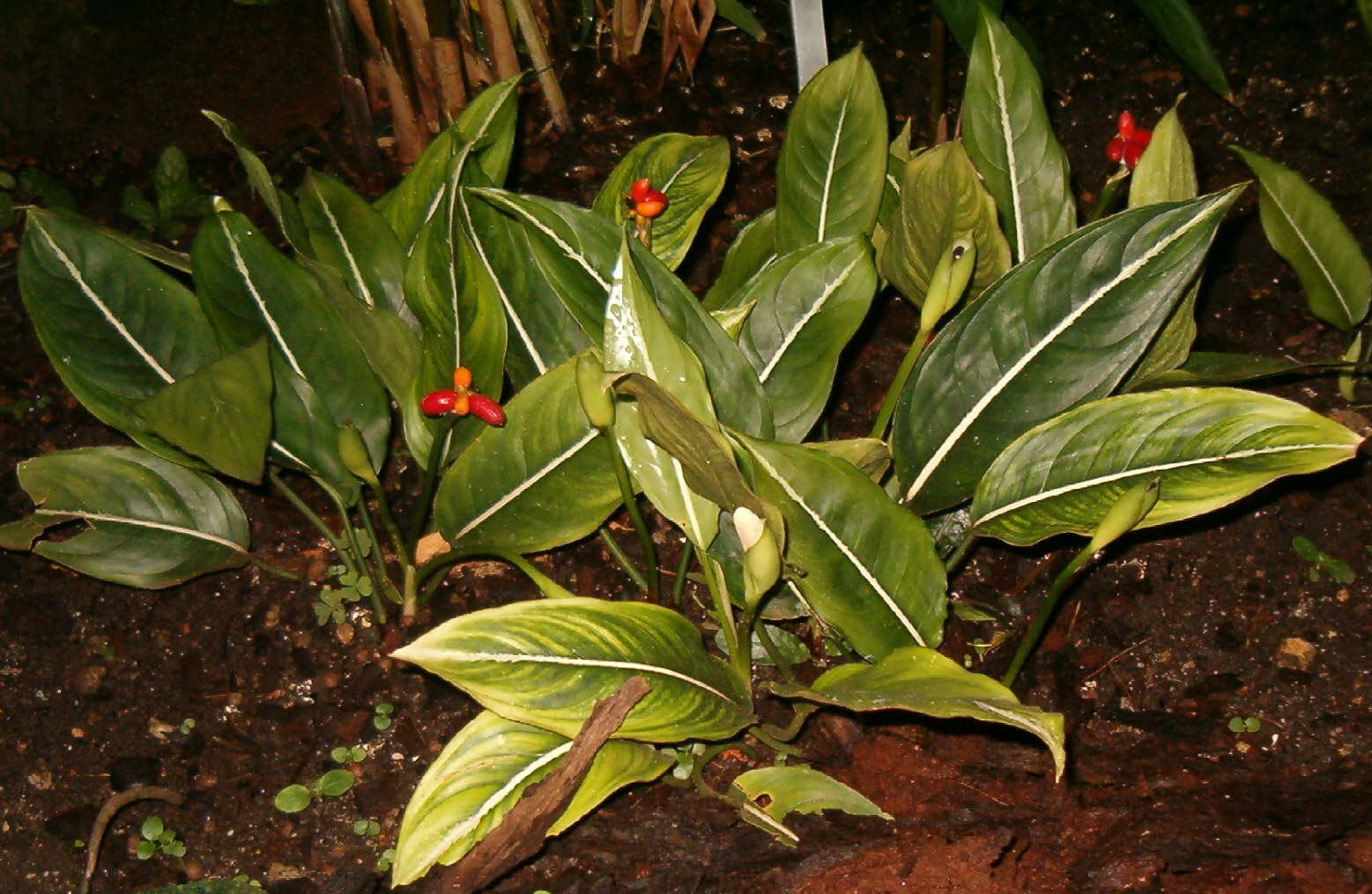